# Hrabstwo Nash
Hrabstwo Nash (ang. Nash County) – hrabstwo w stanie Karolina Północna w Stanach Zjednoczonych.

## Geografia
Według spisu z 2000 roku obszar całkowity hrabstwa obejmuje powierzchnię 543 mil2 (1410 km²), z czego 540 mil2 (1399 km²) stanowią lądy, a 2 mile2 (5 km²) stanowią wody. Według szacunków United States Census Bureau w roku 2012 miało 95 708 mieszkańców. Jego siedzibą administracyjną jest Nashville.

### Miasta
- Bailey
- Castalia
- Dortches
- Middlesex
- Momeyer
- Nashville
- Red Oak
- Spring Hope
- Sharpsburg